# NUTS de la República Checa
La Nomenclatura de Unidades Territoriales para Estadísticas (NUTS) es un estándar de geocodificación para hacer referencia a las subdivisiones de la República Checa con fines estadísticos. El estándar está desarrollado y regulado por la Unión Europea. El estándar NUTS es instrumental en la entrega de los Fondos estructurales de la Unión Europea.  El código NUTS para la República Checa es CZ y una jerarquía de tres niveles se establece por Eurostat.  A continuación de estos están más niveles de organización geográfica, la unidad administrativa local (LAU).  En la República Checa, la LAU 1 son distritos y la LAU 2 son municipios.
Cada región tiene un código CZ-NUTS único que comienza con las letras CZ (para indicar que se trata del territorio de la República Checa) y continúa con tres dígitos. Los dos primeros determinan el NUTS 2, el tercer dígito la NUTS 3 dentro de él (0 codifica que el NUTS 3 y el NUTS 2 es lo mismo. Desde mayo de 2004, Praga se cambió de CZ011 a CZ010, Bohemia Central de CZ021 a CZ020 y Moravia-Silesia de CZ081 a CZ080).

## En general
| Nivel  | Subdivisiones                           | #  |
| ------ | --------------------------------------- | -- |
| NUTS 1 | País (stát)                             | 1  |
| NUTS 2 | Región de cohesión (region soudržnosti) | 8  |
| NUTS 3 | Región (kraj)                           | 14 |

## Códigos NUTS
| NUTS 1                        | Código                        | NUTS 2                                | Código                                | NUTS 3                                         | Código                                |
| ----------------------------- | ----------------------------- | ------------------------------------- | ------------------------------------- | ---------------------------------------------- | ------------------------------------- |
| Conexión de regiones a NUTS 2 | Conexión de regiones a NUTS 2 | Regiones NUTS 2 de la República Checa | Regiones NUTS 2 de la República Checa | Regiones NUTS 3 de la República Checa          | Regiones NUTS 3 de la República Checa |
| Chequia Česko                 | CZ0                           | Praga Praha                           | CZ01                                  | Ciudad de Praga Hlavní město Praha             | CZ010                                 |
| Chequia Česko                 | CZ0                           | Bohemia Media Střední Čechy           | CZ02                                  | Región de Bohemia Central Středočeský kraj     | CZ020                                 |
| Chequia Česko                 | CZ0                           | Suroeste Jihozápad                    | CZ03                                  | Región de Bohemia Meridional Jihočeský kraj    | CZ031                                 |
| Chequia Česko                 | CZ0                           | Suroeste Jihozápad                    | CZ03                                  | Región de Pilsen Plzeňský kraj                 | CZ032                                 |
| Chequia Česko                 | CZ0                           | Noroeste Severozápad                  | CZ04                                  | Región de Karlovy Vary Karlovarský kraj        | CZ041                                 |
| Chequia Česko                 | CZ0                           | Noroeste Severozápad                  | CZ04                                  | Región de Ústí nad Labem Ústecký kraj          | CZ042                                 |
| Chequia Česko                 | CZ0                           | Nordeste Severovýchod                 | CZ05                                  | Región de Liberec Liberecký kraj               | CZ051                                 |
| Chequia Česko                 | CZ0                           | Nordeste Severovýchod                 | CZ05                                  | Región de Hradec Králové Královéhradecký kraj  | CZ052                                 |
| Chequia Česko                 | CZ0                           | Nordeste Severovýchod                 | CZ05                                  | Región de Pardubice Pardubický kraj            | CZ053                                 |
| Chequia Česko                 | CZ0                           | Sureste Jihovýchod                    | CZ06                                  | Región de Vysočina Kraj Vysočina               | CZ063                                 |
| Chequia Česko                 | CZ0                           | Sureste Jihovýchod                    | CZ06                                  | Región de Moravia Meridional Jihomoravský kraj | CZ064                                 |
| Chequia Česko                 | CZ0                           | Moravia Central Střední Morava        | CZ07                                  | Región de Olomouc Olomoucký kraj               | CZ071                                 |
| Chequia Česko                 | CZ0                           | Moravia Central Střední Morava        | CZ07                                  | Región de Zlín Zlínský kraj                    | CZ072                                 |
| Chequia Česko                 | CZ0                           | Moravia-Silesia Moravskoslezsko       | CZ08                                  | Región de Moravia-Silesia Moravskoslezský kraj | CZ080                                 |

En la versión de 2003, la región de Vysočina se codificó como CZ061 y la región de Moravia Meridional se codificó como CZ062.

## Unidades administrativas locales (LAU)
Por debajo de los niveles NUTS, los dos niveles LAU (Unidades Administrativas Locales) son:
| Nivel | Subdivisiones      | #    |
| ----- | ------------------ | ---- |
| LAU 1 | Distritos (Okresy) | 77   |
| LAU 2 | Municipios (Obce)  | 6254 |

Los códigos LAU de la República Checa se pueden descargar aquí: 